# Wapen van Berghem

Wapen van Berghem

Het wapen van Berghem werd op 16 juli 1817 bij besluit van de Hoge Raad van Adel aan de toenmalige Noord-Brabantse gemeente Berghem bevestigd. Op 1 januari 1994 ging de gemeente op in de gemeente Oss, waardoor het wapen kwam te vervallen. In het wapen van Oss van 1994 werd een mijter opgenomen als verwijzing naar de bisschop in het wapen.

## Blazoenering
De blazoenering bij het wapen luidt als volgt:
Van lazuur beladen met St.Willebrordus van goud.
In het register stond oorspronkelijk alleen maar een tekening. De beschrijving is later toegevoegd. De heraldische kleuren in het wapen zijn lazuur (blauw) en goud (geel). Dit zijn de rijkskleuren. St. Willibrord staat op een losse grond van goud en houdt in zijn rechterhand een bisschopsstaf.

## Geschiedenis
Het gemeentewapen gaat terug op een schependomszegel met daarop Sint-Willibrod. Waarschijnlijk heeft de gemeente bij de aanvraag van het wapen geen kleuren gespecificeerd, waardoor het is verleend in de rijkskleuren blauw en goud.